# John Kendrew
John Cowdery Kendrew (Oxford, 24 maart 1917 – Cambridge, 23 augustus 1997) was een Britse biochemicus en kristallograaf. Hem werd in 1962 samen met Max Perutz de Nobelprijs voor de Scheikunde toegekend voor zijn onderzoek naar de structuur van heemgroep bevattende eiwitten.

## Biografie
Kendrew werd geboren in Oxford als enig kind van Wilfred George Kendrew en Evelyn May Graham Sandberg. Zijn ouders scheiden toen hij nog een kleuter was waarna hij werd grootgebracht door zijn vader die klimatoloog in Oxford was. Zijn moeder verbleef jarenlang in Florence waar ze boeken publiceerde over de Italiaanse primitivisme onder het pseudoniem Evelyn Sandberg Vavals.
Na zijn opleiding aan de Dragon School, Oxford (1923-1930) en Clifton College, Bristol (1930-1936) ging John scheikunde studeren aan Trinity College van de Universiteit van Cambridge. In 1939 behaalde hij er zijn bachelordiploma en in 1949 zijn Ph.D. Tijdens de oorlogsjaren raakte hij geïnteresseerd in biochemie en in het bijzonder in de structuur van eiwitten.

## Kristalstructuur van myoglobine
Voor zijn werk aan de opheldering van de atoomstructuur van eiwitten door middel van röntgendiffractie, ontving Kendrew in 1962 samen met Max Perutz de Nobelprijs voor scheikunde. Samen deden ze hun baanbrekende werk in het MRC Laboratory of Molecular Biology in Cambridge. Kendrew bepaalde daar de structuur van het eiwit myoglobine dat een rol speelt bij de opslag van zuurstof in spieren, terwijl Perutz de structuur van hemoglobine blootlegde. Beide moleculen bleken een heemgroep te bezitten, verantwoordelijk voor de rode kleur. De uitreiking van de Nobelprijzen aan Kendrew en Perutz en aan Watson, Crick en Wilkins werd kort daarop in het satirische BBC programma “That was the week that was” op de hak genomen. De Nobelprijzen werden in dit programma de “Aldred Nobel Peace pools” genoemd.
In 1947 besloot het MRC tot de oprichting van een onderzoeksafdeling die zich richtte op de moleculaire structuur van biologische systemen. In eerste instantie deed men een poging om de kristalstructuur van hemoglobine te bepalen. Op het moment dat de ontrafeling van de structuur van dit eiwit zover gevorderd was als mogelijk was met de op dat moment beschikbare technieken besloot Kendrew zich verder te richten op het eiwit myoglobine. Deze keus was mede ingegeven door het feit dat dit eiwit slechts een kwart van de grootte van hemoglobine had waardoor het makkelijker was om van dat eiwit de structuur te bepalen. Oorspronkelijk gebruikte Kendrew paardenhart als bron voor myoglobine, maar de kristallen die hij hieruit wist te verkrijgen waren te klein voor röntgenanalyse.
Kendrew vermoedde dat het weefsel van in zee levende zoogdieren zeer geschikt was om zuurstof vast te houden en dat het daarom ook een betere bron van myoglobine zou zijn. Bij toeval wist hij een groot stuk walvisvlees uit Peru te bemachtigen. Walvis-myoglobine leverde zoals verwacht grote kristallen met heldere röntgenbeelden. Helaas was het toch niet mogelijk om uit deze beelden een scherp beeld te krijgen van de kristalstructuur van myoglobine.
Dit probleem bleef onoverkomelijk totdat Max Perutz in 1953 ontdekte dat het faseprobleem in de analyse van diffractiepatronen kon worden opgelost door isomorfe vervanging, oftewel de vergelijking van patronen van verschillende kristallen, waarbij het ene kristal bestaat uit het normale eiwit en het andere kristal bestaat uit eiwitten die gedrenkt zijn in zware metalen, waardoor op enkele goed gedefinieerde posities zware metalen aan het eiwit gehecht werden. Op deze manier waren ze in staat om in 1957 de eerste elektron-dichtheidskaart te presenteren met een resolutie van 6 ångström (0,6 nanometer). In 1959 waren ze zover gevorderd dat ze een atoommodel konden maken met een resolutie van 2 ångström (0,2 nm).

## Latere carrière
In 1963 werd Kendrew een van de oprichters van de European Molecular Biology Organization, daarnaast was hij jarenlang hoofdredacteur van het prestigieuze Journal of Molecular Biology. Hij werd een fellow van de American Society of Biological Chemists in 1967 en erelid van de International Academy of Science. In 1974 wist hij de Europese regeringen te overtuigen om het Europese Laboratorium voor Moleculaire Biologie te openen in Heidelberg, waar hij de eerste directeur werd. Van 1974 tot 1979 was hij een trustee van het British Museum, en van 1974 tot 1988 was hij achtereenvolgens secretaris-generaal, vicevoorzitter, en voorzitter van de International Council of Scientific Unions.
Na zijn pensionering bij het Europese Laboratorium voor Moleculaire Biologie werd hij voorzitter het St. John's College op de universiteit van Oxford, een functie die hij van 1981 tot 1987 bekleedde. Naast voorgenoemde functies was hij ook nog lid of voorzitter van zeker 10 andere nationale en internationale wetenschappelijke commissies.